# Ambulyx sericeipennis
Ambulyx sericeipennis là một loài bướm đêm thuộc họ Sphingidae. Loài này có ở miền bắc Pakistan và miền bắc Ấn Độ eastwards across Nepal, Sikkim, Bhutan, Myanma, Thái Lan, Lào, Campuchia và Việt Nam to central và miền nam Trung Quốc và Đài Loan.
Sải cánh dài 95–124 mm. Nó giống với Ambulyx maculifera.
Ấu trùng ăn Juglans regia, Engelhardia spicata, Elaeocarpus, Quercus, Myrica nagi, Betula alnoides và Rhus species.

## Phụ loài
- Ambulyx sericeipennis sericeipennis
- Ambulyx sericeipennis javanica (Clark, 1930) (Java)
- Ambulyx sericeipennis joiceyi (Clark 1923) (Malaysia, Borneo, Sumatra, Vietnam và Laos)
- Ambulyx sericeipennis luzoni (Clark, 1924) (Luzon)
- Ambulyx sericeipennis okurai (Okano, 1959) (Taiwan)
- Ambulyx sericeipennis palawanica Brechlin, 2009 (Palawan)

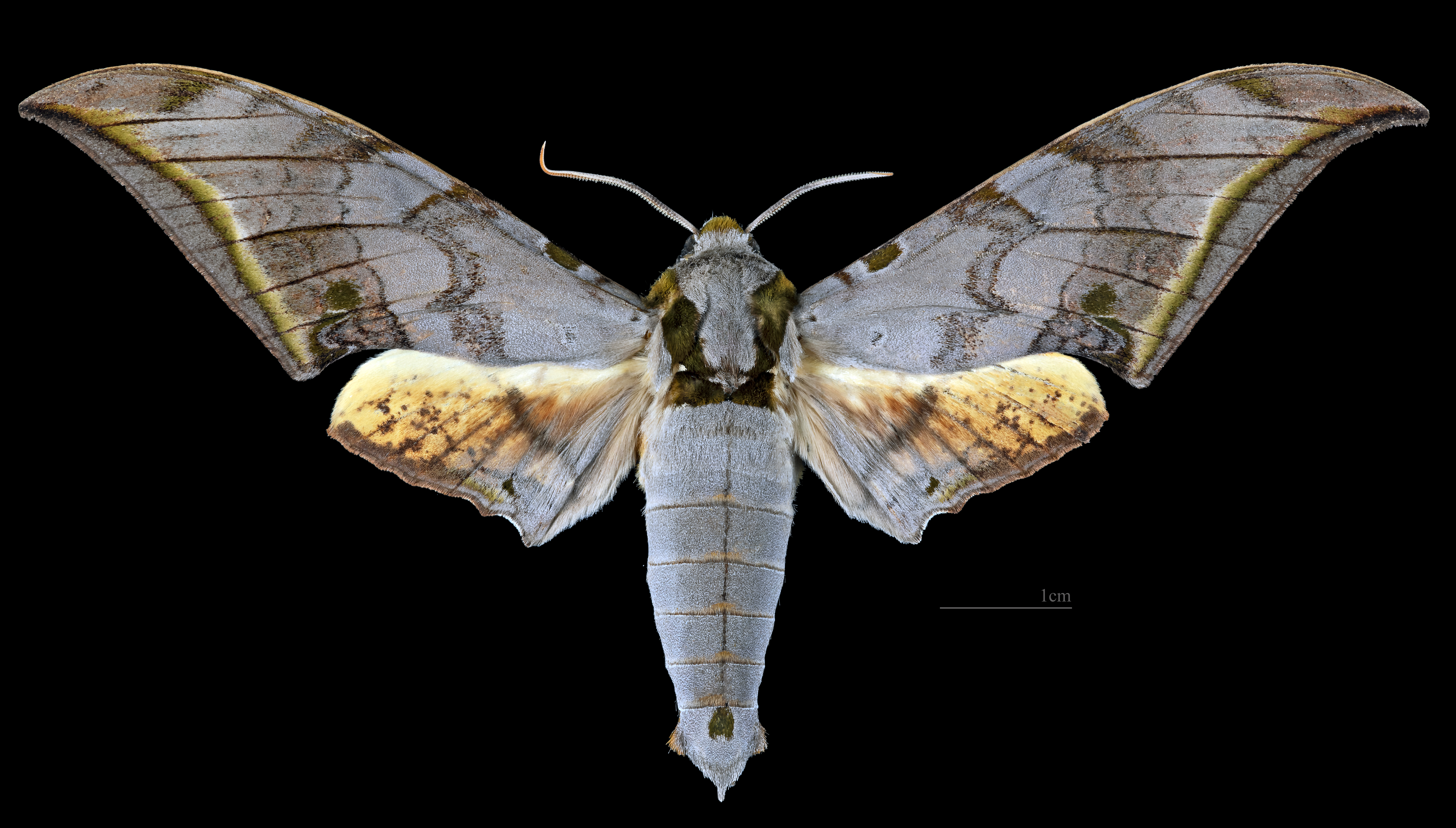
Ambulyx sericeipennis joiceyi ♂
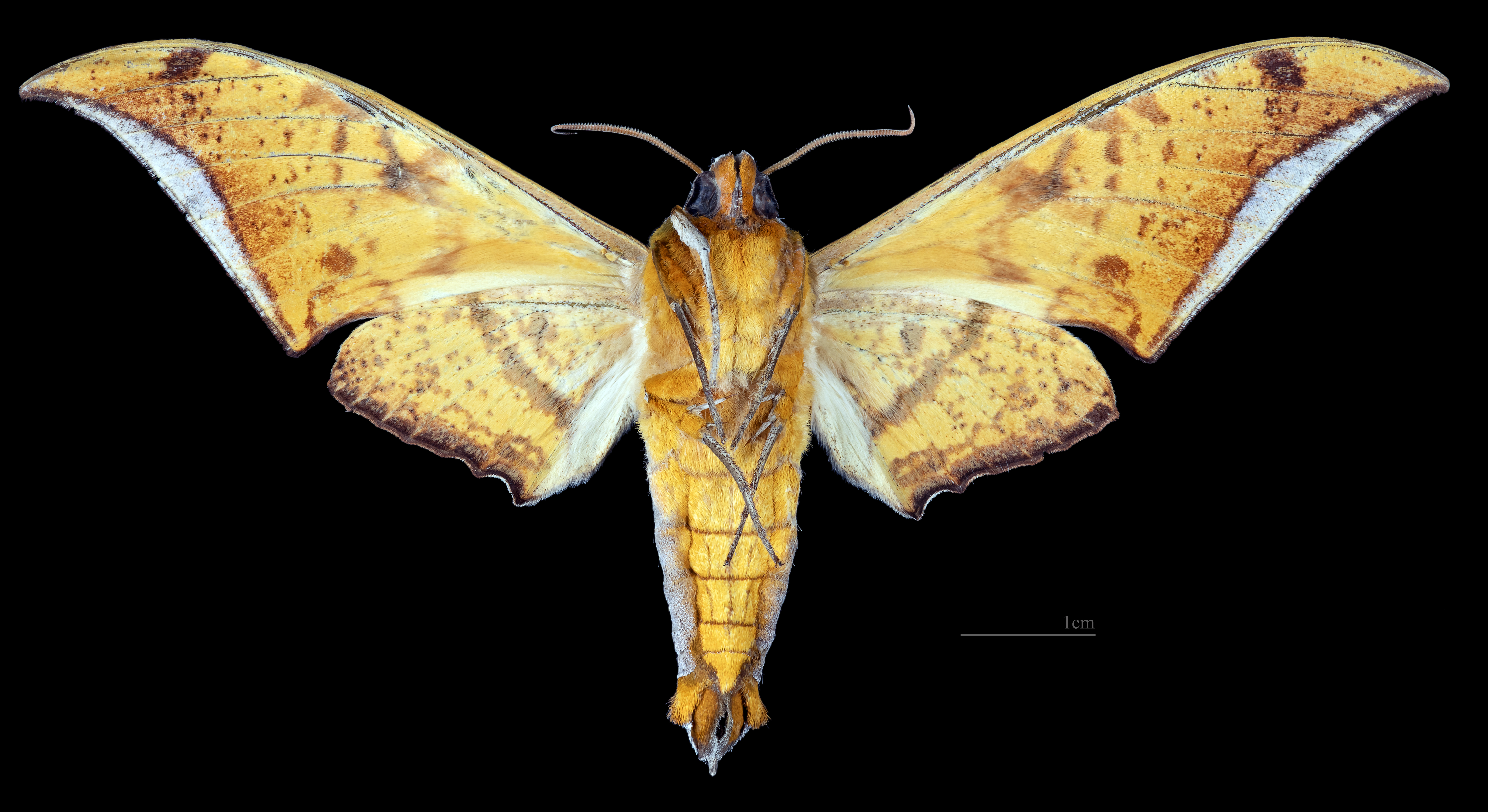
Ambulyx sericeipennis joiceyi ♂ △
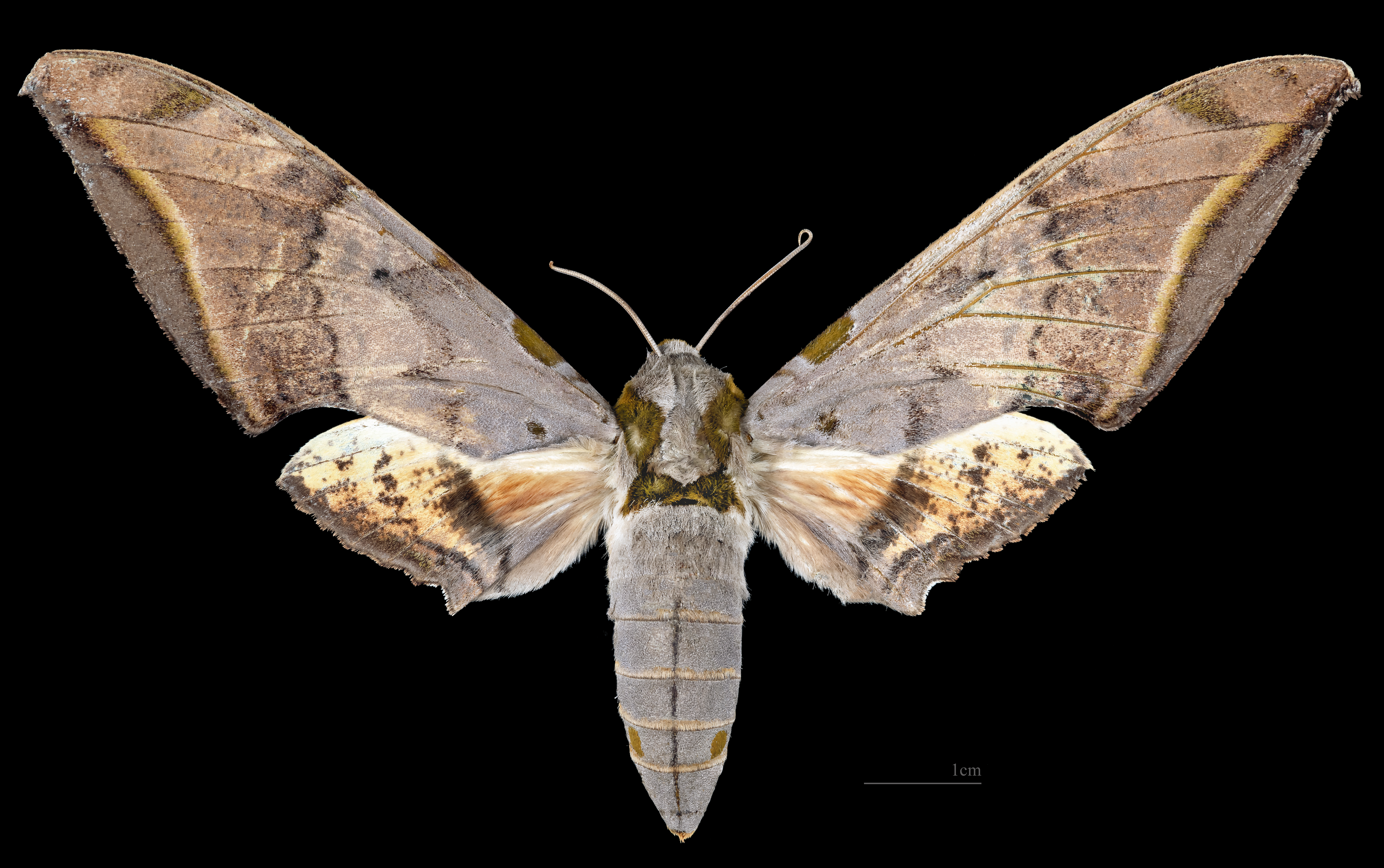
Ambulyx sericeipennis joiceyi ♀
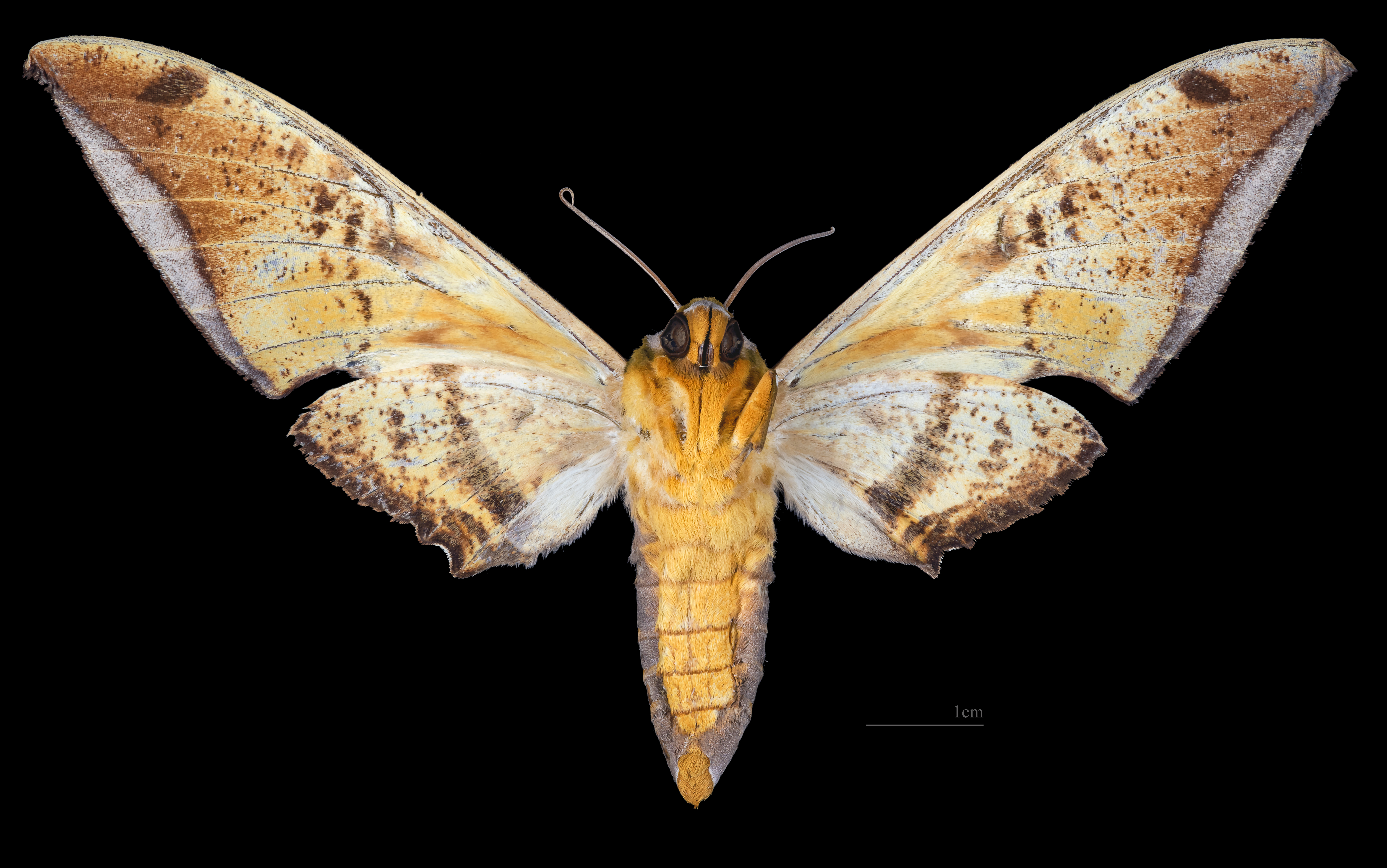
Ambulyx sericeipennis joiceyi ♀ △

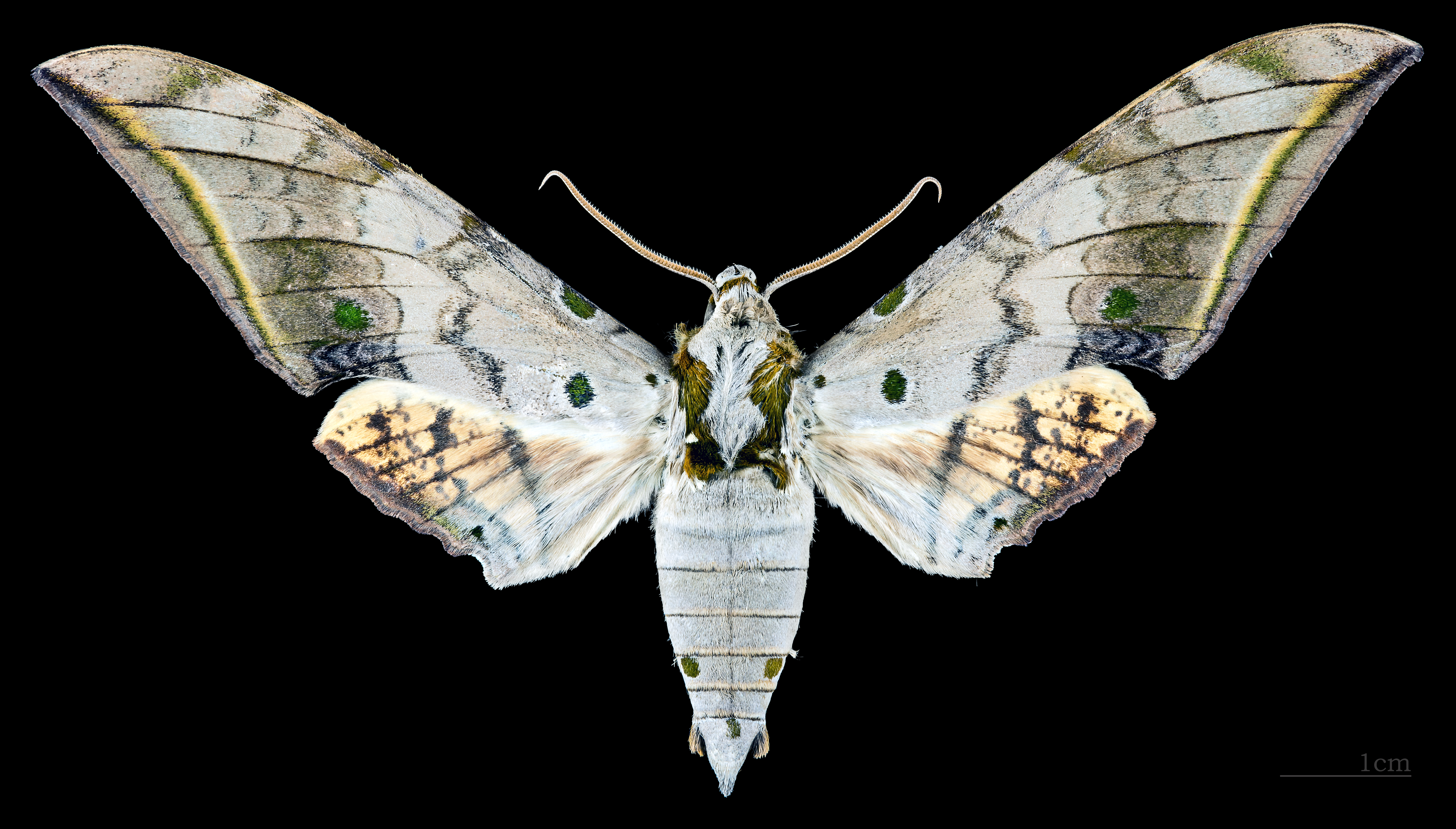
Ambulyx sericeipennis okurai ♂
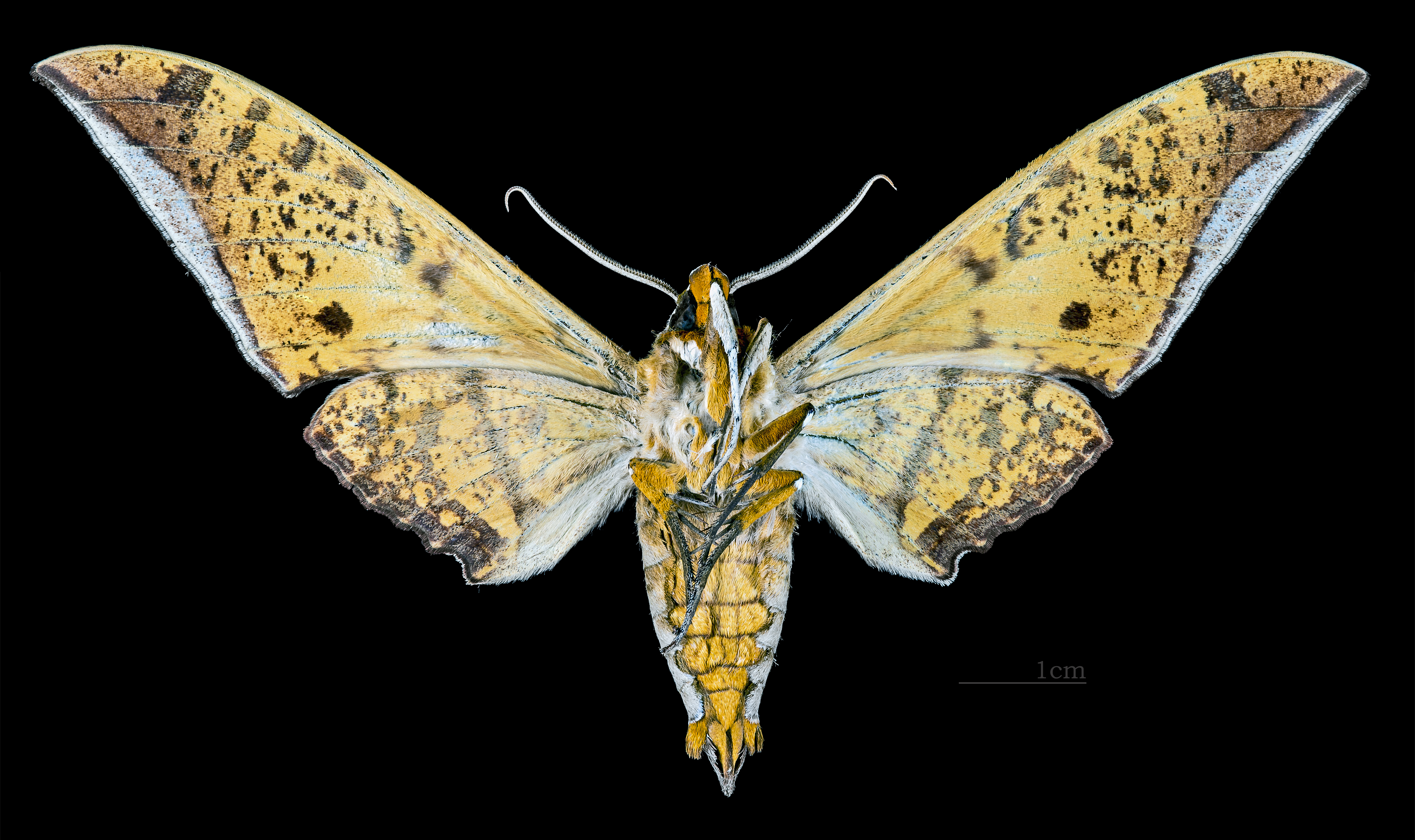
Ambulyx sericeipennis okurai ♂ △